# قهرمانی جودو جهان ۱۹۶۱
قهرمانی جودو جهان ۱۹۶۱ سومین دوره از رقابت‌های قهرمانی جهان می‌باشد که ۲ دسامبر ۱۹۶۱ در پاریس، فرانسه برگزار گردید.

## خلاصه مدال‌ها

### مردان
| رویداد | طلا         | نقره      | برنز                    |
| آزاد   | آنتون خسینک | Koji Sone | Kim Ui-Tae Takeshi Koga |

## جدول مدال‌ها
| رتبه           | کشور            | طلا | نقره | برنز | مجموع |
| -------------- | --------------- | --- | ---- | ---- | ----- |
| ۱              | هلند (NED)      | ۱   | ۰    | ۰    | ۱     |
| ۲              | ژاپن (JPN)      | ۰   | ۱    | ۱    | ۲     |
| ۳              | کرهٔ جنوبی (KOR) | ۰   | ۰    | ۱    | ۱     |
| مجموع (۳ کشور) | مجموع (۳ کشور)  | ۱   | ۱    | ۲    | ۴     |